# Peltodytes ovalis
Peltodytes ovalis är en skalbaggsart som beskrevs av Zimmermann 1924. Peltodytes ovalis ingår i släktet Peltodytes och familjen vattentrampare. Inga underarter finns listade i Catalogue of Life.